# 奧韋哈斯
奧韋哈斯是哥倫比亞的城鎮，位於該國北部，由蘇克雷省負責管轄，距離首府辛塞萊霍41公里，面積447平方公里，海拔高度254米，2005年人口20,551。

## 外部連結
- （西班牙文） Gobernacion de Sucre - Ovejas
- （西班牙文） Ovejas official website

9°30′N 75°10′W / 9.500°N 75.167°W